# Companhia Docas do Maranhão
A Companhia Docas do Maranhão (CODOMAR) foi uma sociedade de economia mista, vinculada ao Ministério da Infraestrutura, com sede na cidade de São Luís (MA).
Atuava na manutenção e melhoria de hidrovias federais e portos fluviais e lacustres nacionais, por delegação do Governo Federal, mediante assinaturas de convênios.
Dentre seus objetivos estava a melhoria na qualidade de vida das populações ribeirinhas, bem como facilitar o transporte de cargas e passageiros.
Em setembro de 2020, foi concluído o seu processo de liquidação que durou dois anos.

## Histórico

### Porto do Itaqui
A CODOMAR teve sua constituição autorizada pelo Decreto nº 73.725, de 04 de março de 1974, tendo como finalidade a exploração, industrial e comercial, dos portos e vias navegáveis do estado do Maranhão.
A principal atividade da companhia foi a administração do Porto do Itaqui, em São Luís, o que ocorreu até o ano de 2000.
Em novembro de 2000, foi celebrado contrato de delegação entre a União e o Governo do Maranhão, tendo a Empresa Maranhense de Administração Portuária (EMAP) assumido a gestão do Porto do Itaqui, do Cais de São José de Ribamar e dos Terminais de Ferry Boat da Ponta da Espera e do Cujupe (Alcântara/MA).

### Hidrovias federais
Após a extinção da PORTOBRAS, em 1991, a CODOMAR passou a ter sob sua responsabilidade a administração das hidrovias do Nordeste (AHINOR) e da Amazônia Ocidental (AHIMOC).
Em 2008, a CODOMAR assinou um convênio com o DNIT para a execução das atividades de administração das hidrovias do Nordeste (AHINOR), do São Francisco (AHSFRA), da Amazônia Ocidental (AHIMOC), do Paraguai (AHIPAR), do Sul (AHSUL), da Amazônia Oriental (AHIMOR), do Tocantins e Araguaia (AHITAR) e do Paraná (AHRANA). A CODOMAR era responsável pela contratação e execução de obras de infraestrutura nas hidrovias federais, recebendo um aporte anual de recursos do DNIT.
Em 2015, o convênio não foi renovado e as Administrações Hidroviárias foram absorvidas pelas Superintendências Regionais do DNIT.

### Portos do Amazonas
Em 2014, a Companhia Docas do Maranhão assumiu a administração dos Portos de Manaus, Ceasa e Panair, localizados no Amazonas. Nesse período, realizou obras em diversos terminais hidroviários no estado, localizados nos municípios de Novo Aripuanã, Manaquiri, Humaitá, Nova Olinda do Norte, Urucará, Urucurituba, e Santa Isabel do Rio Negro, dentre outros.
O Governo do Amazonas retomou a administração dos portos de Manaus, Manaus Moderna, da Parnair, antiga Siderama e da Ceasa em julho de 2019.

### Processo de extinção
Sem receber novas funções, a CODOMAR entrou em processo de extinção e entrou em fase de liquidação no ano de 2018. A liquidação foi concluída em setembro de 2020.